# Thelotrema subweberi
Thelotrema subweberi är en lavart som beskrevs av Sipman. Thelotrema subweberi ingår i släktet Thelotrema och familjen Graphidaceae.   Inga underarter finns listade i Catalogue of Life.